# 片岡れいこ
片岡れいこ（かたおか れいこ、1967年 - ）は、日本の版画家・デザイナー・編集者・映画監督・俳優・占い師である。

## 人物
1967年（昭和42年）、京都生まれ。クリエイター、版画家（吉原英雄、黒崎彰に師事）、映画監督、俳優、グラフィックデザイナー、編集者、占い師。京都市立芸術大学卒業後、広告代理店、英国留学を経て、アトリエニコラ主宰。日本版画協会準会員。デザインや書籍の執筆や編集を手がける傍ら、幼い頃からの感性を生かして占い師として活動（四柱推命は緒方泰州に師事）、オリジナルタロットを制作。近年、自身でも映画制作にたどり着き、2021年ワンウェイフィルムを立ち上げ、監督として活動中。

## 作品
主な作品

### 映画
- 『人形の家』監督・脚本（衣笠竜屯監修）
- 『ネペンテスの森』監督・脚本（原作：かねもりあやみ「ネペンテスの恋」、撮影・監修：安田淳一）
- 『華の季節(とき)』監督・脚本（原作：山本周五郎「菊千代抄」、撮影・監修：安田淳一）
- 『つぎとまります』監督（脚本：青木万央）

### 版画
- 2012 クラコフ国際版画トリエンナーレ 本選入賞(ポーランド)「NOBODY-1106」他2作
- 2009 ドイツ・日本アートレインボープロジェクト「招待出品賞」受賞(ドイツ ロストック美術館 寄与)
- 2019 京都藝祭交流協会JARFO選抜「アートレジデンスinデンマーク」 ネストベスにて滞在制作発表

### 楽曲
- ダイヤモントチチ『愉快楽園』（1999）リリース

### 著書
- メイツ出版
  - 『カナダへ行きたい！』
  - 『イギリスへ行きたい！』
  - 『イラストガイドブック京都はんなり散歩』
  - 『トルコイラストガイドブック世界遺産と文明の十字路を巡る旅』
  - 『乙女のロンドンかわいい雑貨、カフェ、スイーツをめぐる旅』
  - 『北海道体験ファームまるわかりガイド』（2016年）
  - 『幸せに導くタロットぬり絵神秘と癒しのアートワーク』（2017年）
  - 『人間関係を占う癒しのタロット解決へ導くカウンセリング術』（2018年）
  - 『4 大デッキで紐解くタロットリーディング事典78 枚のカードのすべてがわかる』（2019年）
- 『京都レトロモダン建物めぐり』（2021年、メイツユニバーサルコンテンツ）

## 出演

### 映画
- 『金曜日は素晴らしい』（2019）衣笠竜屯監督 - 主演
- 『日本は素晴らしい国』（2019）鬼村悠希監督
- 『ドスエモン』（2019）金本真吾監督
- 『レッドカプセル』石原貴洋監督（2019）
- 『レッドリスト』石原貴洋監督（2018）

### テレビ
- CATVベイコム放送『チームベイコム』 占い師としてテレビ出演2019〜2021